# A-3001
La carretera A-3001 es una carretera que une la carretera  A-421  en el municipio de Adamuz con la carretera  A-3100 . La carretera mide 32,2 kilómetros (20,0 mi), es de dos carriles y tortuosa, ubicada en el corazón de la Sierra Morena.